# Equus caballus gallicus
El caballo galo (Equus caballus gallicus) es una subespecie prehistórica de Equus caballus (el caballo) que vivió en el Paleolítico superior . Apareció por primera vez en el Auriñaciense debido a los cambios climáticos y pobló el territorio de la actual Francia durante el Gravetiense y hasta finales del Solutrense . Sus fósiles, datados entre cuarenta mil y quince mil años, son cercanos a los del Equus caballus germanicus (el caballo germánico) y podrían no corresponder a una subespecie válida. Descrito por primera vez por François Prat en 1968, es de alrededor de 1,4 m de alto y se diferencia del Equus caballus germanicus principalmente en su dentición y en un tamaño ligeramente más pequeño.

## Controversia
No existe consenso entre los especialistas sobre la validez de la subespecie Equus caballus gallicus. Basándose en descubrimientos paleontológicos en numerosos yacimientos de la actual Francia, como Solutré, Camiac y La Quina, François Prat postula que Equus caballus gallicus reemplazó gradualmente a Equus caballus germanicus y que las dos subespecies son distintas. Por otro lado, Véra Eisenmann, investigadora del CNRS y MNHN, postula que los ejemplares atribuidos a Equus caballus gallicus no presentan una variación suficientemente distinta de la subespecie Equus caballus germanicus. Sin embargo, se acepta que Equus caballus arcelini (una subespecie bien diferenciada), ha sustituido a las poblaciones formadas por ejemplares tradicionalmente atribuidos a Equus caballus germanicus y Equus caballus gallicus.

## Descripción

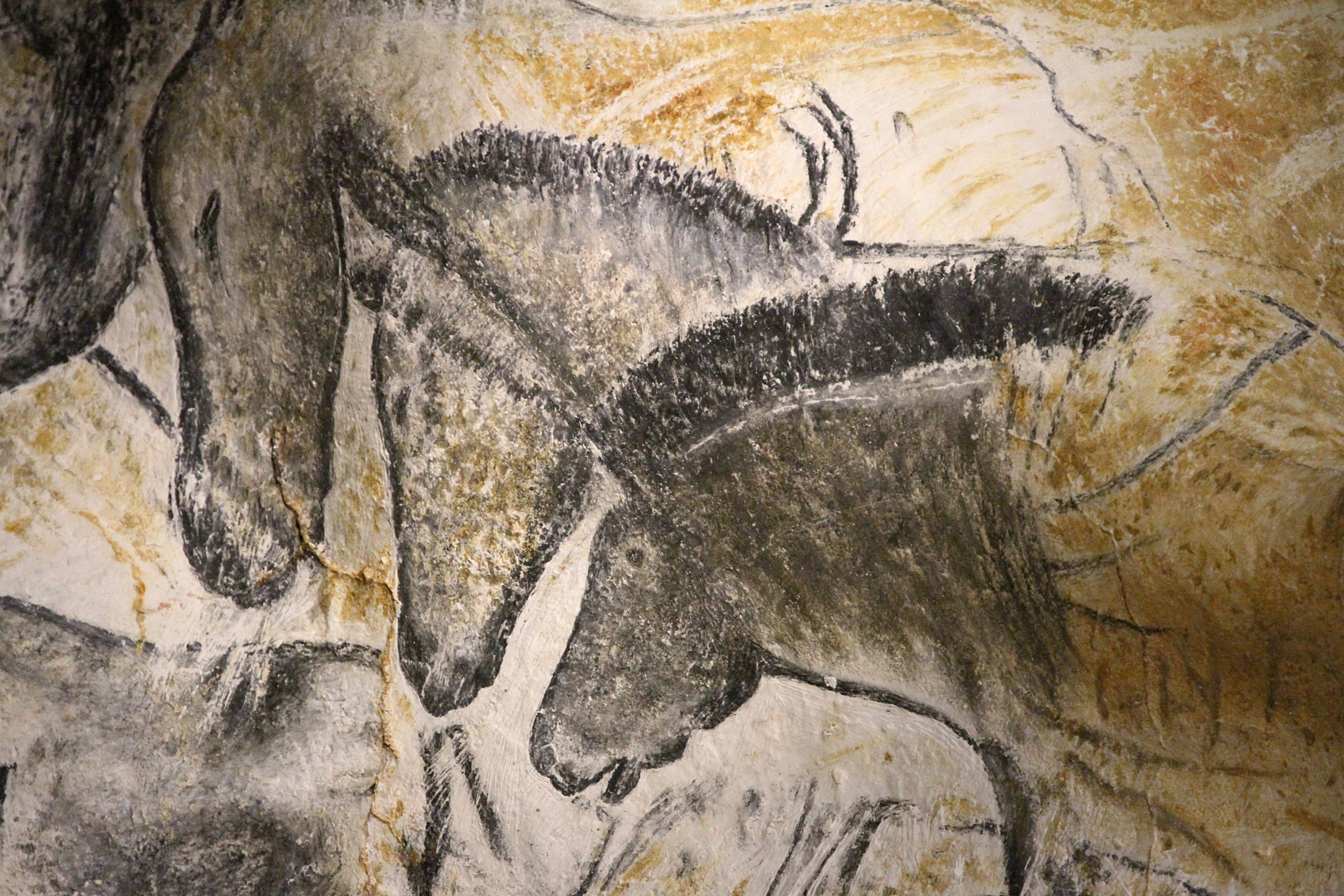
Los caballos de la cueva de Chauvet, pintados durante la época auriñaciense (31.000 a. C.), pueden ser Equus caballus gallicus.

Según una teoría propuesta por N. Spassov y N. Iliev en 1997, parecería que "separado de la población original en el norte y centro de Europa por barreras climáticas, Equus caballus germanicus evolucionó a gallicus y luego a arcelini en Europa occidental", mientras que los caballos en Europa oriental y sudoriental evolucionaron de manera diferente. Según Vera Eisenmann, la transición de Equus caballus germanicus a gallicus parece haber sido gradual y acompañó cambios en el biotopo. A medida que los caballos comen cada vez más pasto, su dentición cambia. 

### Apariencia y características esqueléticas
Equus caballus gallicus fue descrito por primera vez por François Prat en 1968. Más pequeño que Equus caballus germanicus (1,3 metros en promedio), presenta una morfología diferente, con caracteres caballins más pronunciados en su dentición. También es más ligero que este último, con pezuñas anchas y una cabeza corta y voluminosa con dientes fuertes, que descansa sobre un cuello corto y ancho. Basándose en pinturas rupestres y en caballos primitivos como el de Przewalski, los especialistas le atribuyen un pelaje pardo o pangaré (amarillo pardo claro, crines y puntas negras, decoloración de la parte inferior).

### Período
Equus caballus gallicus apareció después de la primera mitad de Würm III. Es inseparable de los periodos Auriñaciense y Gravetiense. Se prolongó hasta el Solutrense y el Magdaleniense. Entre el año 35.000 y el 22.000 antes de Cristo, el clima en la actual Francia era frío o templado. En esta época existían grandes extensiones de pastizales, ideales para el pastoreo de caballos. Es posible entonces que una nueva especie o subespecie mejor adaptada a las limitaciones climáticas sucediera a Equus caballus gallicus en el suroeste de Francia a finales de la edad de hielo, pero esta cuestión sigue siendo objeto de debate. 

### Biotopo y etología
Equus caballus gallicus prefería vivir en "ambientes esteparios secos a compuestos" con pocas plantas higrófilas, en climas fríos y secos, donde la hierba era abundante. En gregario, congregaba en grandes manadas y prefería zonas amplias y abiertas, lo que le permitía desplazarse rápidamente en busca de prados donde alimentarse. Toleró amplios rangos de temperatura, así como climas templados.